# Ectropis sigai
Ectropis sigai är en fjärilsart som beskrevs av Claude Herbulot 1981. Ectropis sigai ingår i släktet Ectropis och familjen mätare. Inga underarter finns listade i Catalogue of Life.